# Cantonul Savenay
Cantonul Savenay este un canton din arondismentul Saint-Nazaire, departamentul Loire-Atlantique, regiunea Pays de la Loire, Franța.

## Comune
- Bouée
- Campbon
- La Chapelle-Launay
- Lavau-sur-Loire
- Malville
- Prinquiau
- Quilly
- Savenay (reședință)